# Jean Jansem

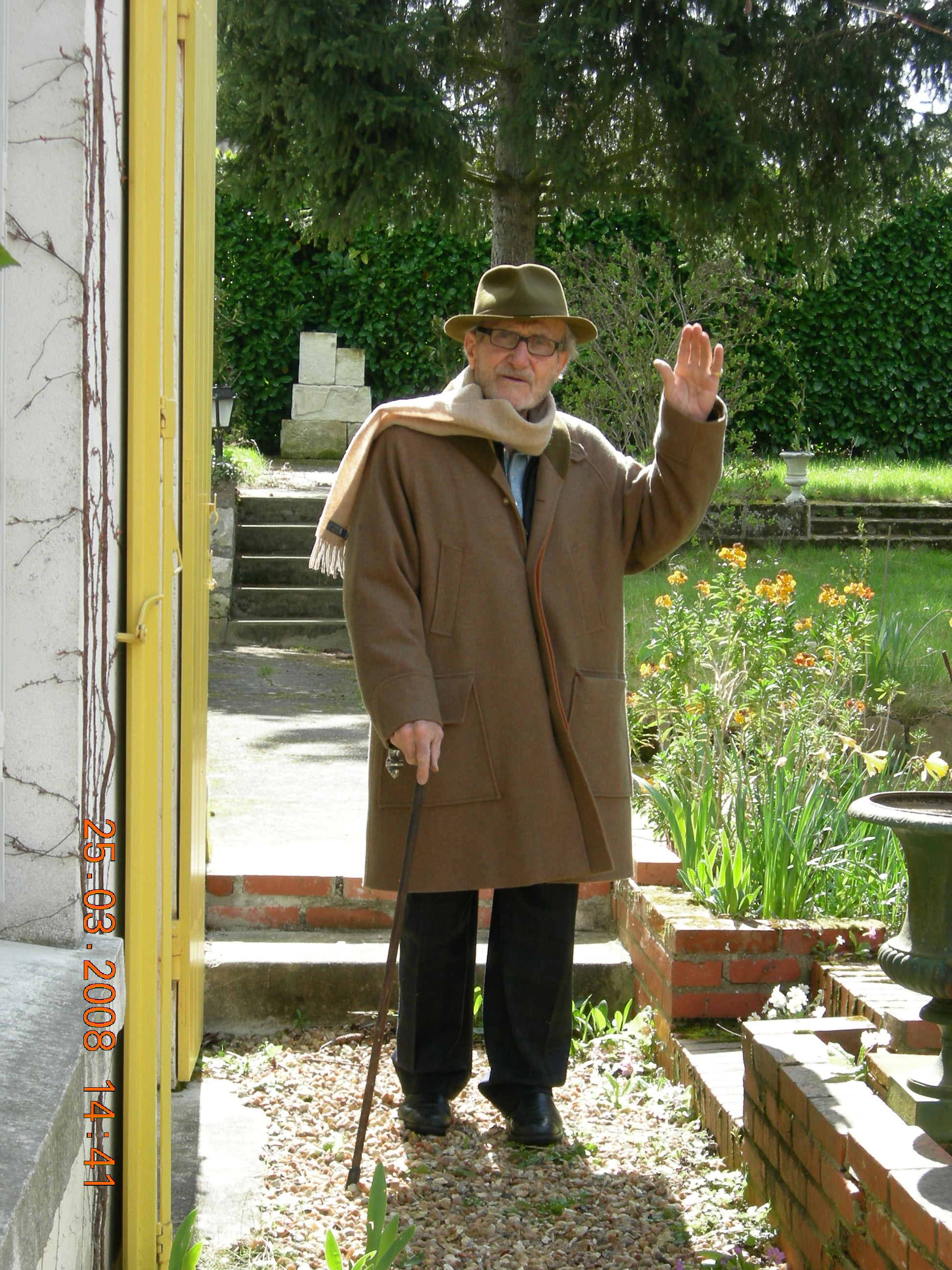

Hovhannes "Jean" Semerdjian (9 de marzo de 1920 - 27 de agosto de 2013), también conocido como Jean Jansem, fue un pintor franco-armenio. Sus obras son conocidas internacionalmente, y son parte de colecciones de museos en toda Francia, Japón y Estados Unidos.
Fue galardonado por la Orden de las Artes y las Letras en 1953 y por el Caballero de la Legión de Honor francesa en 2003. El presidente de Armenia le otorgó una Medalla de Honor por su "refuerzo de los lazos culturales entre Armenia y Francia."

## Biografía
Hovhannes Semerdjian nació en 1920 en Bursa, Turquía. En 1922, su familia huyó a Grecia. Pasó su infancia en Salónica. Llegó a Issy-les-Moulineaux suburbio de París, Francia, en 1931, cuando tenía 11 años, donde comienza a pintar. Las primeras escuelas profesionales donde estuvo fueron academias gratuitas de Montparnasse (1934/36). Estudió en la Escuela de Artes Decorativas.
Sus maestros fueron Brianshon, Legjon y Udon. También estudió en el estudio de Sabatie durante un año. Sus primeras pinturas fueron principalmente de temas nacionales. Tuvo exposiciones individuales en París, Nueva York, Chicago, Londres, Tokio, Roma, Bruselas, Lausana, Beirut etc. Hovhannes Semerdjian fue elegido Presidente del Salón de la Unión de Jóvenes Artistas en 1956.
Jansem murió el 27 de agosto de 2013, a los 93 años de edad, en las afueras de París.